# The Big Surprise – Dein schönster Albtraum
The Big Surprise – Dein schönster Albtraum war eine Fernsehsendung, in der Personen in einer absichtlich herbeigeführten misslichen Lage von versteckten Kameras begleitet wurden. Im Gegenzug wurde den Protagonisten ein Wunsch erfüllt.
Die erste Folge wurde am 15. Januar 2015 ausgestrahlt, die zweite Folge am 21. Mai 2015 und die dritte Folge am 1. Oktober 2015.

## Konzept
Die Sendung besteht aus mehreren Beiträgen. In diesen wird jeweils ein Protagonist mit versteckter Kamera verfolgt, in dem er seinen persönlichen Albtraum erleben soll. Zur Show angemeldet wurden sie dabei von guten Freunden. Für ihre Strapazen entlohnt werden die Opfer am Ende mit der Erfüllung eines Wunsches. So soll beispielsweise in der ersten Ausgabe der Sendung ein Praktikant der Bravo die Band The BossHoss interviewen, die ihn mit vorgetäuschter Arroganz abservieren und am Ende ein Verhältnis mit dessen Freundin haben sollen. Als Entschädigung bekommt das Opfer einen Wunsch erfüllt und ein Motorrad geschenkt.

## Einschaltquoten
Während die Pilotsendung am 15. Januar 2015 insgesamt 1,78 Mio. Zuschauer erreichte, kam die zweite Folge auf nur 1,29 Mio. Zuschauer beim Gesamtpublikum ab 3 Jahren. In der Zielgruppe der 14–49-Jährigen sank der Schnitt von der ersten Folge von 1,29 Mio. und 12,2 % auf 0,99 Mio. und 9,9 %. Senderschnitt in dieser Zielgruppe sind 11,0 %, beim Gesamtpublikum bei 5,5 %.
| Folge | Erstausstrahlung | Zuschauer | Zuschauer       | Marktanteil | Marktanteil     | Quelle |
| Folge | Erstausstrahlung | Gesamt    | 14 bis 49 Jahre | Gesamt      | 14 bis 49 Jahre | Quelle |
| ----- | ---------------- | --------- | --------------- | ----------- | --------------- | ------ |
| 1     | 15. Jan. 2015    | 1,78 Mio. | 1,29 Mio.       | 5,9 %       | 12,2 %          | [ 3 ]  |
| 2     | 21. Mai 2015     | 1,29 Mio. | 0,99 Mio.       | 4,6 %       | 9,9 %           | [ 4 ]  |
| 3     | 1. Okt. 2015     | 1,04 Mio. | 0,73 Mio.       | 3,6 %       | 7,1 %           | [ 5 ]  |

## Resonanz
The Big Surprise erhielt nach seiner Erstausstrahlung gemischte bis negative Kritiken. Carin Pawlak vom Focus besprach die Sendung als ein Format, in der Menschen affenunwürdig zur Schau gestellt würden. Felix Reek von Web.de schreibt: „"The Big Surprise" will junges Fernsehen sein, ist aber doch nur das Wiederkäuen des immer gleichen. "Verstehen Sie Spaß?" für die Generation Selfie.“ Manuel Nunez Sanchez von Quotenmeter.de sieht ebenfalls Parallelen zu Verstehen Sie Spaß? und vermisst Innovation, bewertet The Big Surprise jedoch als eine „unter dem Strich durchaus gelungene Sendung, die keinen Preis für besondere Kreativität verdient hat, in Sachen handwerklicher Umsetzung und authentischer Inszenierung allerdings recht weit oben mitspielt.“